# Даніелсвілл (Джорджія)
Даніелсвілл (англ. Danielsville) — місто (англ. city) в США, в окрузі Медісон штату Джорджія. Населення — 654 особи (2020).

## Географія
Даніелсвілл розташований за координатами 34°7′24″ пн. ш. 83°13′15″ зх. д. / 34.12333° пн. ш. 83.22083° зх. д. (34.123361, -83.220712).  За даними Бюро перепису населення США в 2010 році місто мало площу 3,87 км², з яких 3,77 км² — суходіл та 0,09 км² — водойми.

## Демографія
Згідно з переписом 2010 року, у місті мешкало 560 осіб у 228 домогосподарствах у складі 161 родини. Густота населення становила 145 осіб/км².  Було 265 помешкань (69/км²).
Расовий склад населення:
| - 96,3 % — білих - 0,5 % — чорних або афроамериканців - 0,4 % — корінних американців - 0,2 % — азіатів |

До двох чи більше рас належало 2,0 %. Частка іспаномовних становила 2,9 % від усіх жителів.
За віковим діапазоном населення розподілялося таким чином: 23,4 % — особи молодші 18 років, 60,7 % — особи у віці 18—64 років, 15,9 % — особи у віці 65 років та старші. Медіана віку мешканця становила 37,9 року. На 100 осіб жіночої статі у місті припадало 88,6 чоловіків;  на 100 жінок у віці від 18 років та старших — 85,7 чоловіків також старших 18 років.
Середній дохід на одне домашнє господарство  становив 53 341 долар США (медіана — 47 891), а середній дохід на одну сім'ю — 57 105 доларів (медіана — 49 808). Медіана доходів становила 36 167 доларів для чоловіків та 32 026 доларів для жінок. За межею бідності перебувало 13,7 % осіб, у тому числі 15,2 % дітей у віці до 18 років та 9,9 % осіб у віці 65 років та старших.
Цивільне працевлаштоване населення становило 364 особи. Основні галузі зайнятості: освіта, охорона здоров'я та соціальна допомога — 31,9 %, виробництво — 19,8 %, мистецтво, розваги та відпочинок — 11,0 %, роздрібна торгівля — 8,0 %.